# Bromont-Lamothe
Bromont-Lamothe är en kommun i departementet Puy-de-Dôme i regionen Auvergne-Rhône-Alpes i centrala Frankrike. Kommunen ligger i kantonen Pontgibaud som tillhör arrondissementet Riom. År 2022 hade Bromont-Lamothe 1 016 invånare.

## Befolkningsutveckling
Antalet invånare i kommunen Bromont-Lamothe
| Referens: INSEE |